# Ernst Lehr
Ernst Lehr (1896-1945) va ser un científic de materials i enginyer mecànic alemany.

## Biografia
Ernst Lehr va néixer el 4 de juliol de 1896 a Groß-Eichen (Alemanya), fill d'un pastor luterà. Després de graduar-se a l'escola secundària a Friedberg, Lehr va estudiar enginyeria mecànica i elèctrica a la Universitat Tècnica de Darmstadt amb Viktor Blaess i Enno Heidebroek, entre d'altres. Després es va incorporar a la Darmstädter Maschinenfabrik Carl Schenck AG com a enginyer de desenvolupament, on es va especialitzar en el desenvolupament de màquines de tensió-compressió d'alta freqüència basades en el principi de ressonància, màquines de flexió per fatiga i màquines de vibració torsional per a proves de resistència a la fatiga. Lehr es va doctorar l'any 1925 pels seus coneixements adquirits en el camp de la resistència dels materials, que va cridar una gran atenció.
El 1935, Lehr es va traslladar a l'Oficina Estatal de Proves de Materials de Prússia a Berlín-Dahlem com a cap dels departaments d'enginyeria mecànica i tecnologia mecànica, on va centrar la seva investigació en la determinació pràctica de la distribució de tensions en peces de màquines difícils de formar i la força. distribució en peces de màquines en moviment ràpid. A més, va rebre una plaça de professor com a professor particular a la TH Berlín, on també es va habilitar el 1936.
A instigació de l'Alt Comandament de la Kriegsmarine, Lehr va ser enviat a MAN a Augsburg el 1938, on va establir i va dirigir l'institut de recerca de mecànica i disseny per als fabricants de motors de vaixells alemanys. A més, va assumir la direcció de l'institut d'investigació per a vehicles a la planta MAN de Nuremberg. Allí es va ocupar de la suspensió dels vehicles i la capacitat de càrrega dels coixinets i va inventar la primera suspensió de barres de torsió amb la major deflexió de ressort per a vehicles pesants En un viatge de negocis a l'Oficina d'Armes de l'Exèrcit a Berlín, Lehr va morir en bombardeig el 1945.